# كارل برودهيرست
كارل برودهيرست (بالإنجليزية: Karl Broadhurst)‏ (18 مارس 1980 في المملكة المتحدة - ) هو لاعب كرة قدم بريطاني في مركز الدفاع. لعب مع نادي بورنموث ونادي كرولي تاون ونادي هيرفورد وتيلفورد يونايتد وSolihull Moors F.C. ‏.

## وصلات خارجية
- كارل برودهيرست على موقع قاعدة بيانات كرة القدم.إي يو (الإنجليزية)
- كارل برودهيرست على موقع Soccerbase.com (لاعب) (الإنجليزية)